# Marcus Ackermann
Marcus Ackermann (* 22. Februar 1966 in Braunschweig) ist ein deutscher Wirtschaftsmanager und ehemaliger Basketballspieler.

## Laufbahn
Ackermann stieg 1991 mit der Basketballmannschaft der SG Braunschweig von der 2. Basketball-Bundesliga in die Basketball-Bundesliga auf und erreichte im selben Jahr mit der SG das Endspiel um den DBB-Pokal, wo man Bayer Leverkusen unterlag. Damit qualifizierte sich Braunschweig auch für den Europapokal, an dem der auf der Innenposition eingesetzte Ackermann ebenfalls mit den Niedersachsen teilnahm. Der rund zwei Meter große Spieler überzeugte mit Sprungkraft, kämpferischem Einsatz und hartnäckiger Verteidigung.
Ackermann schloss ein Studium der Biologie mit dem Doktorgrad ab, war ab 1995 in einer Unternehmensberatungsfirma tätig und wechselte 1998 zur Otto-Gruppe. Ab Ende 2001 arbeitete er beim Tochterunternehmen Bonprix Handelsgesellschaft, wurde dort Geschäftsführer für die Bereiche Strategie, Marketing, Vertrieb und E-Commerce und hatte von 2012 bis 2016 das Amt des Vorsitzenden der Geschäftsführung inne. Zum 1. Januar 2017 wechselte Ackermann in den Vorstand der Otto-Gruppe und wurde für die strategische Weiterentwicklung der verschiedenen Unternehmensteile verantwortlich.